# Панцерни (ранньофеодальний період)

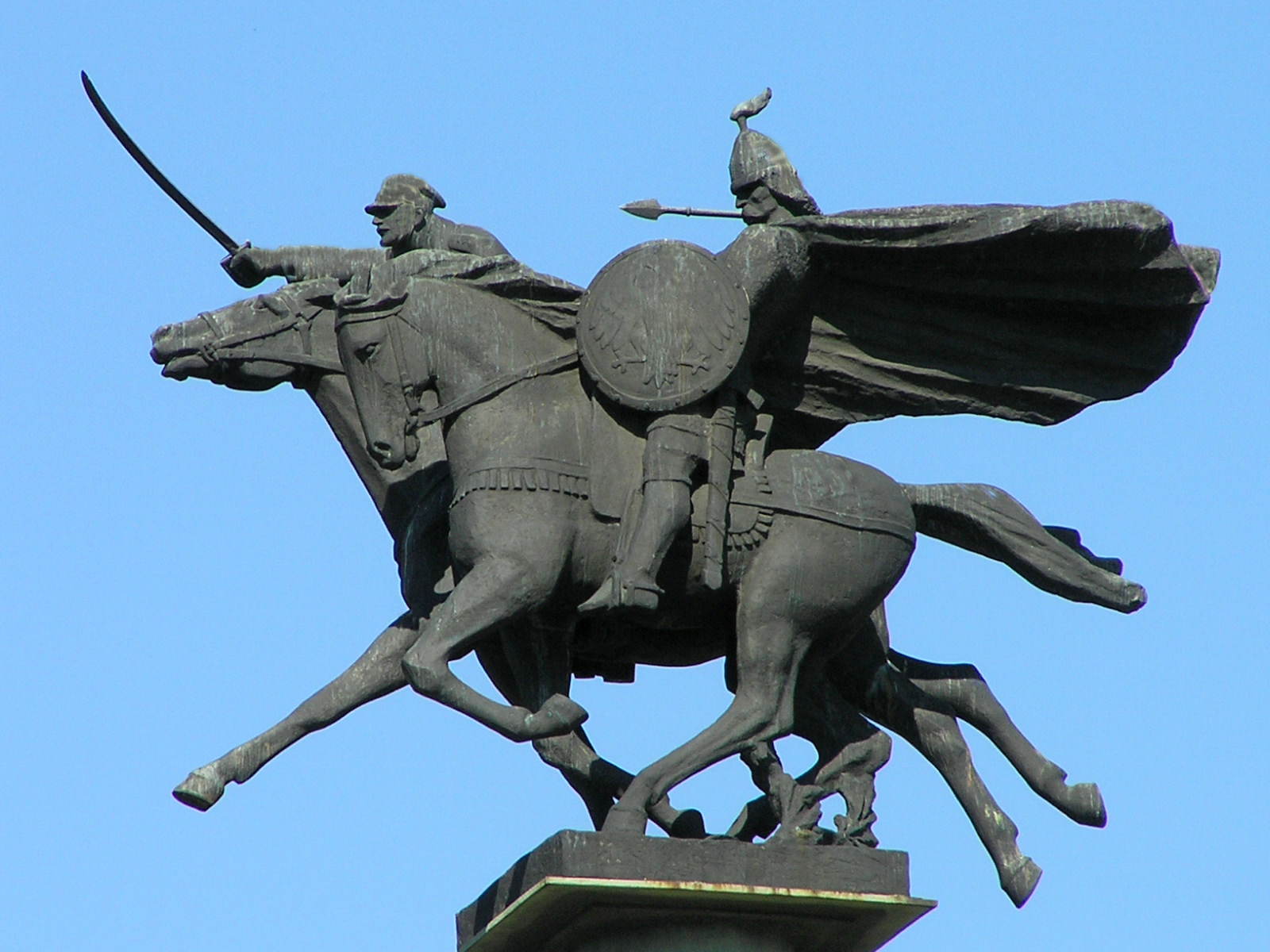
Пам'ятник Тисячоліття польської кавалерії у Варшаві, розташований на Польській кавалерійській розв'язці, зображує воїна з дружини Мешка I та улана міжвоєнного періоду, вшановуючи 1000-річчя польської кавалерії.

Панцерні (лат. loricati) — важка польська кіннота раннього середньовіччя, основна ударна сила перших П'ястів і прототип лицарської кавалерії.

Військо першої династії П'ястів складалося з народного ополчення та дружини, професійного війська. Панцерні воїни були основою наступальної та оборонної сили Польщі того часу. Це була кіннота, подібна до тогочасних західноєвропейських лицарів. Їх вирізняло різноманітне озброєння: спис, меч, сокира, лук, а також шолом, щит і обладунки. Військо, як і вся команда, було організовано за десятковою системою: найменший загін складався з десяти воїнів на чолі з декуріоном, а десятки об'єднувалися в сотні з сотником. Панцерні брали участь у битвах, зокрема під Цединею, та у всіх війнах держави першої династії П'ястів. З розвитком лицарства як соціального класу у феодальному суспільстві, назва «панцерні» поступово зникла.
Арабський літописець Ібрагім ібн Якуб стверджував, що Мешко I мав 3000 обладунків, причому сотня з них дорівнювала тисячі звичайних воїнів. Натомість Галл Анонім приписував Болеславу I Хороброму 3900 воїнів у броні, що багато дослідників вважають завищеною цифрою.